# Itália nos Jogos Olímpicos de Verão de 1920
A Itália participou dos Jogos Olímpicos de Verão de 1920 na Antuérpia, na Bélgica.